# JadeWeserPort

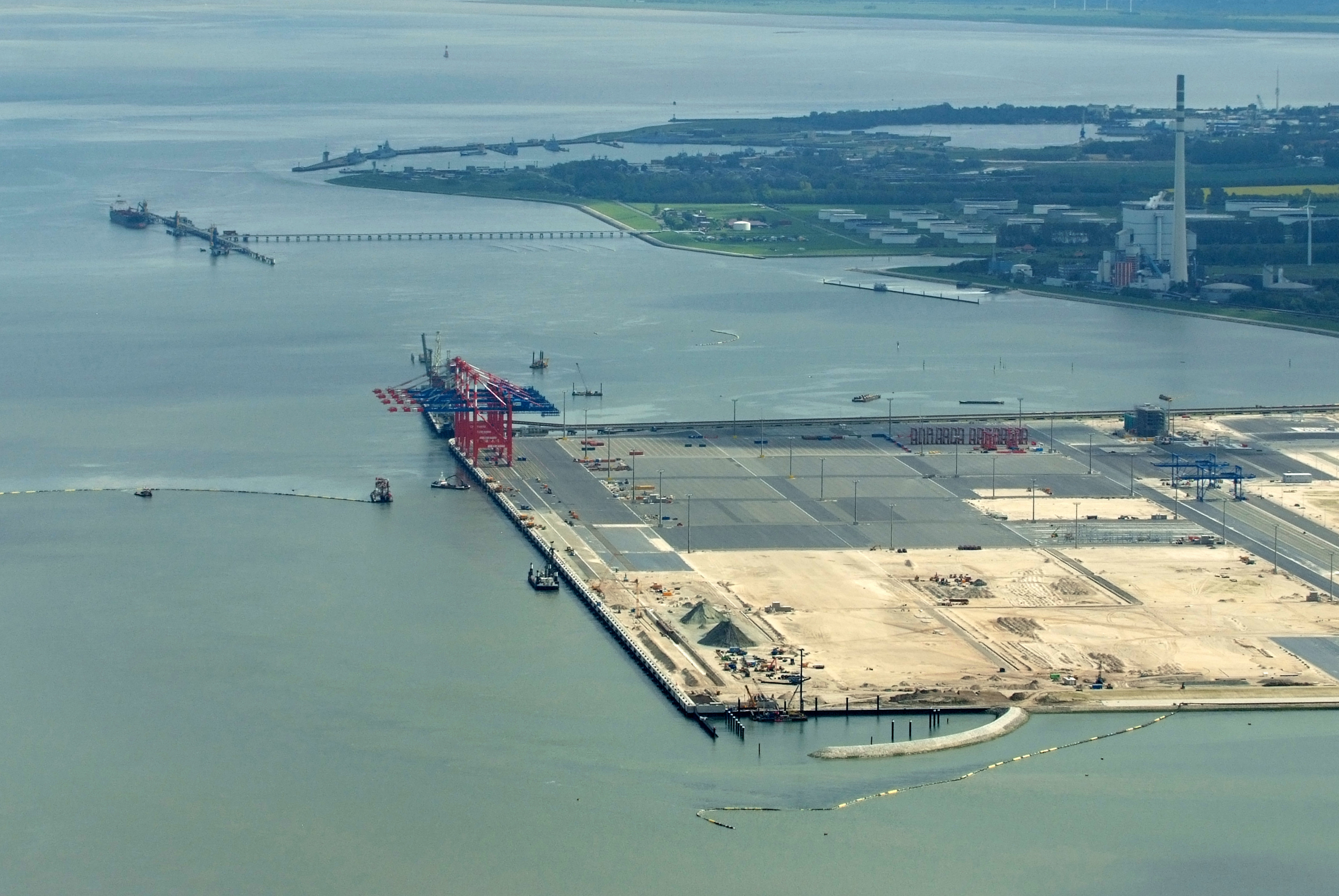
Строительство Порта 2012

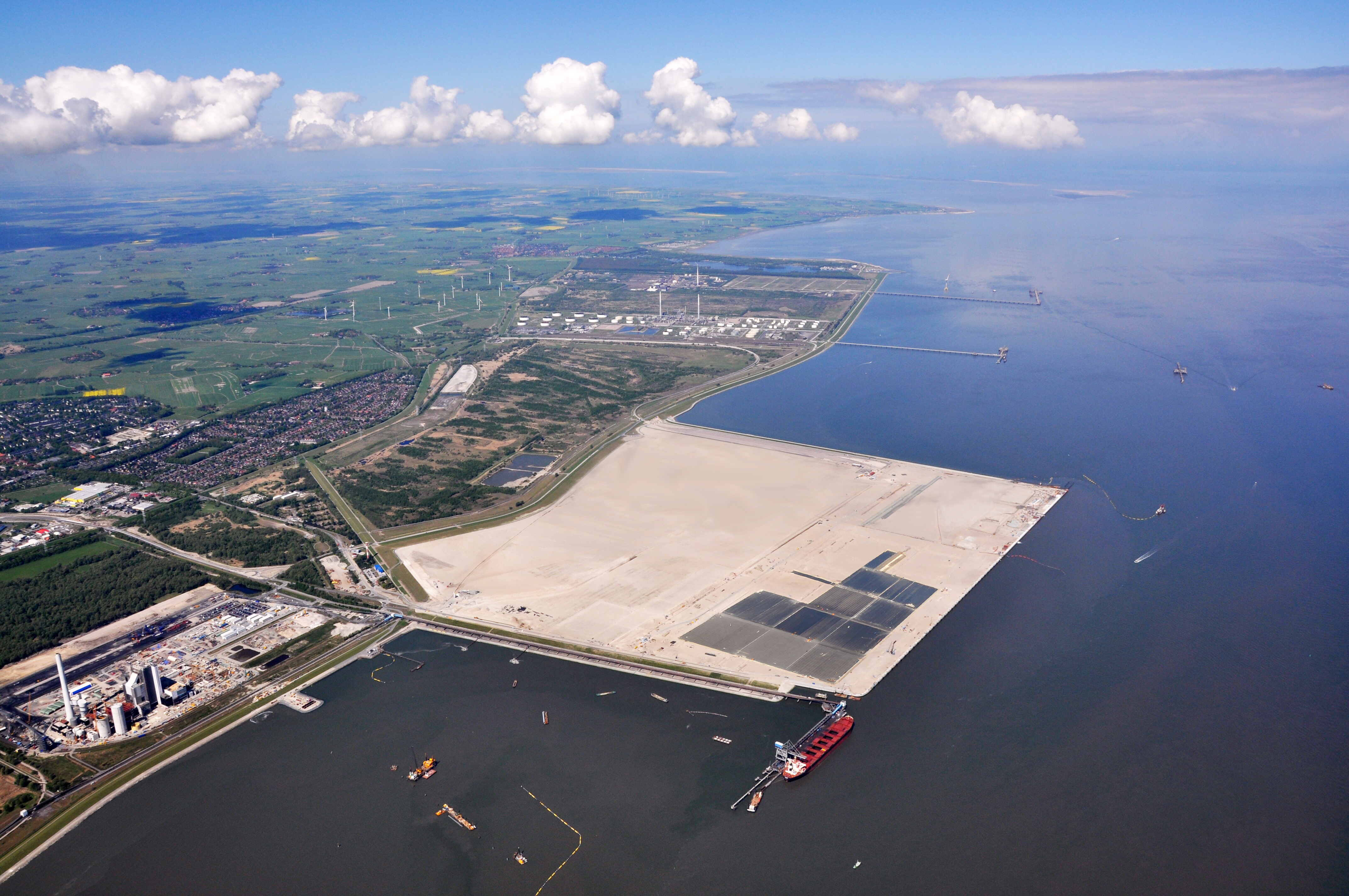
Строительство Порта

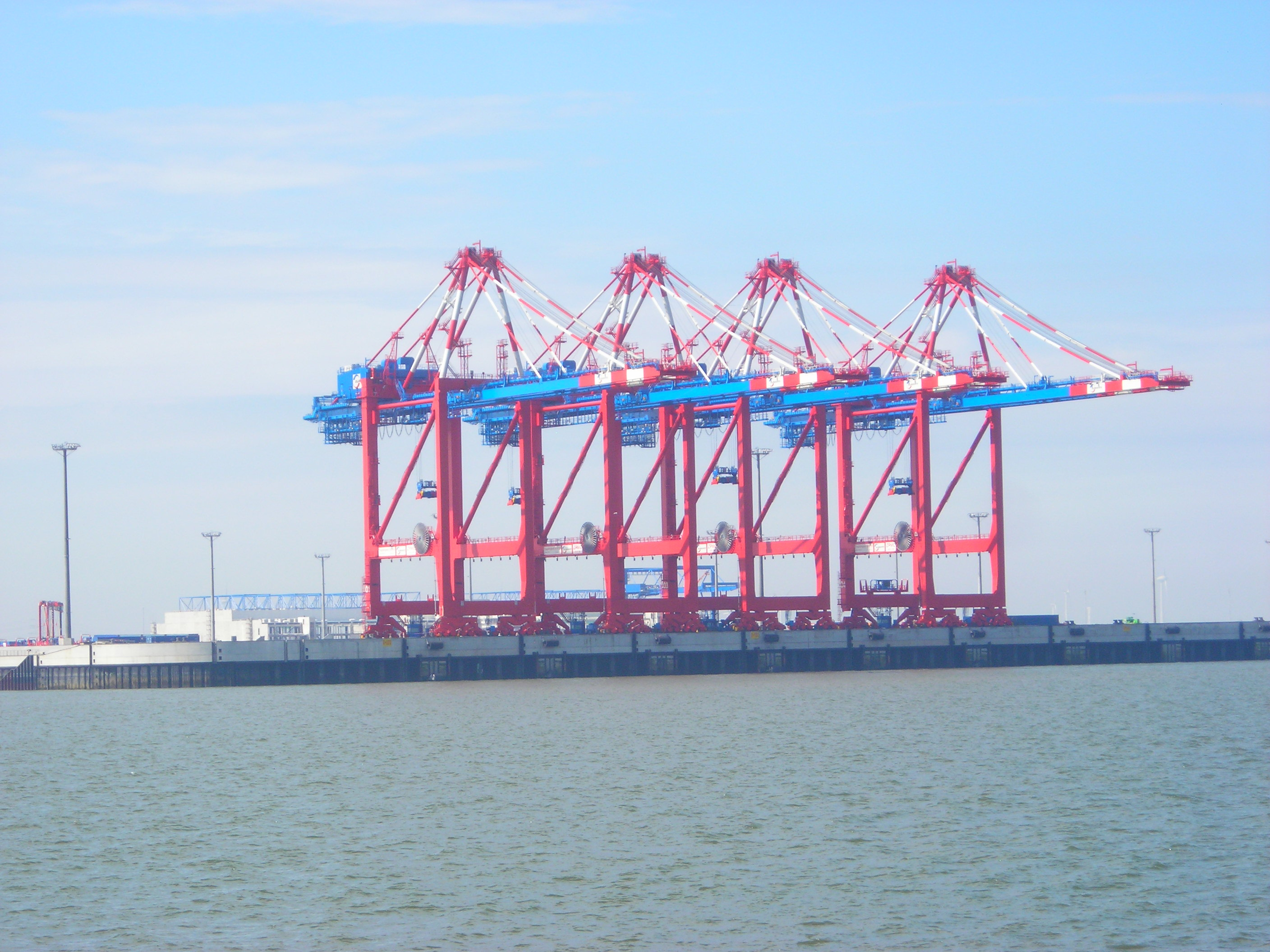

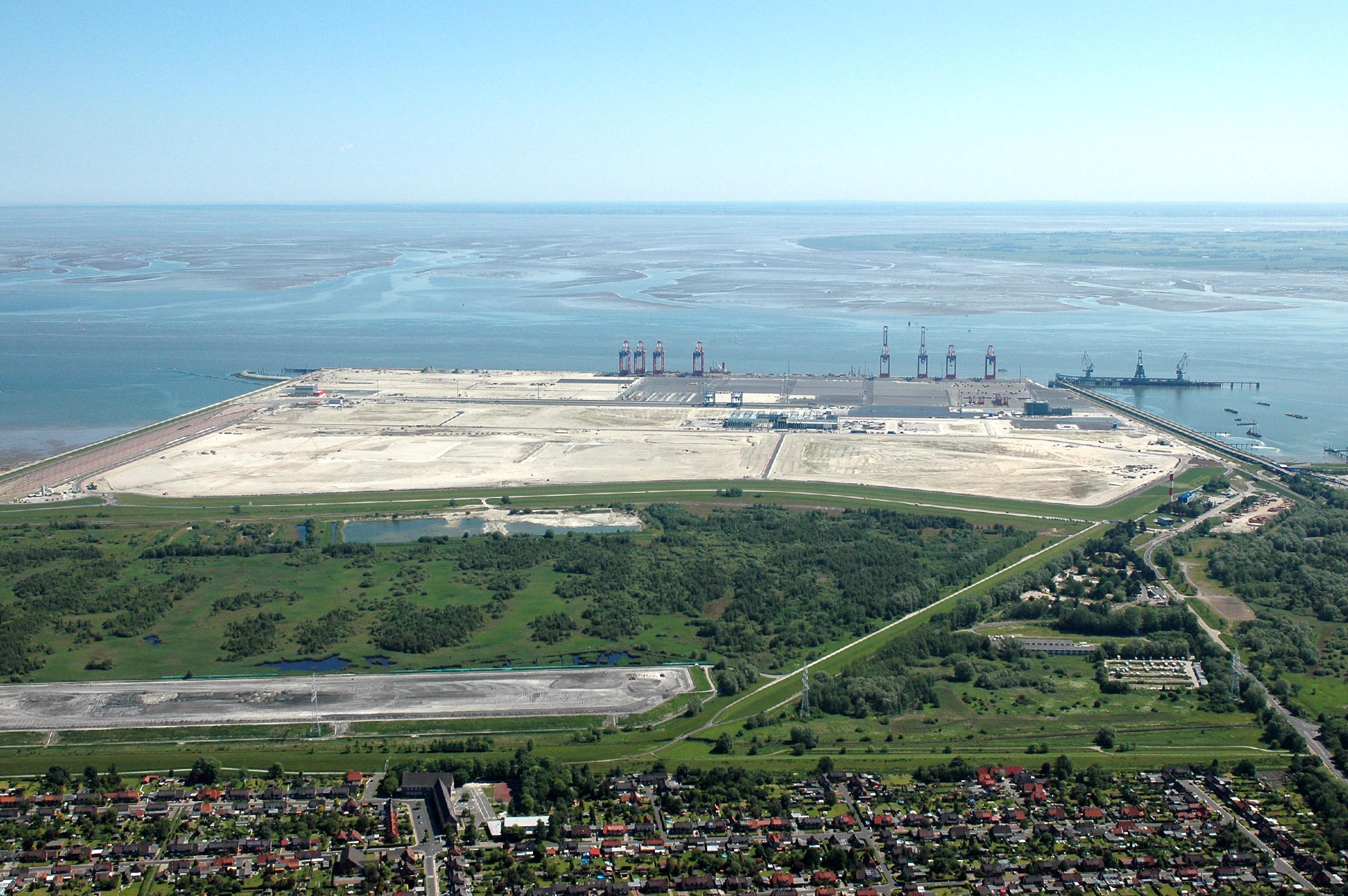

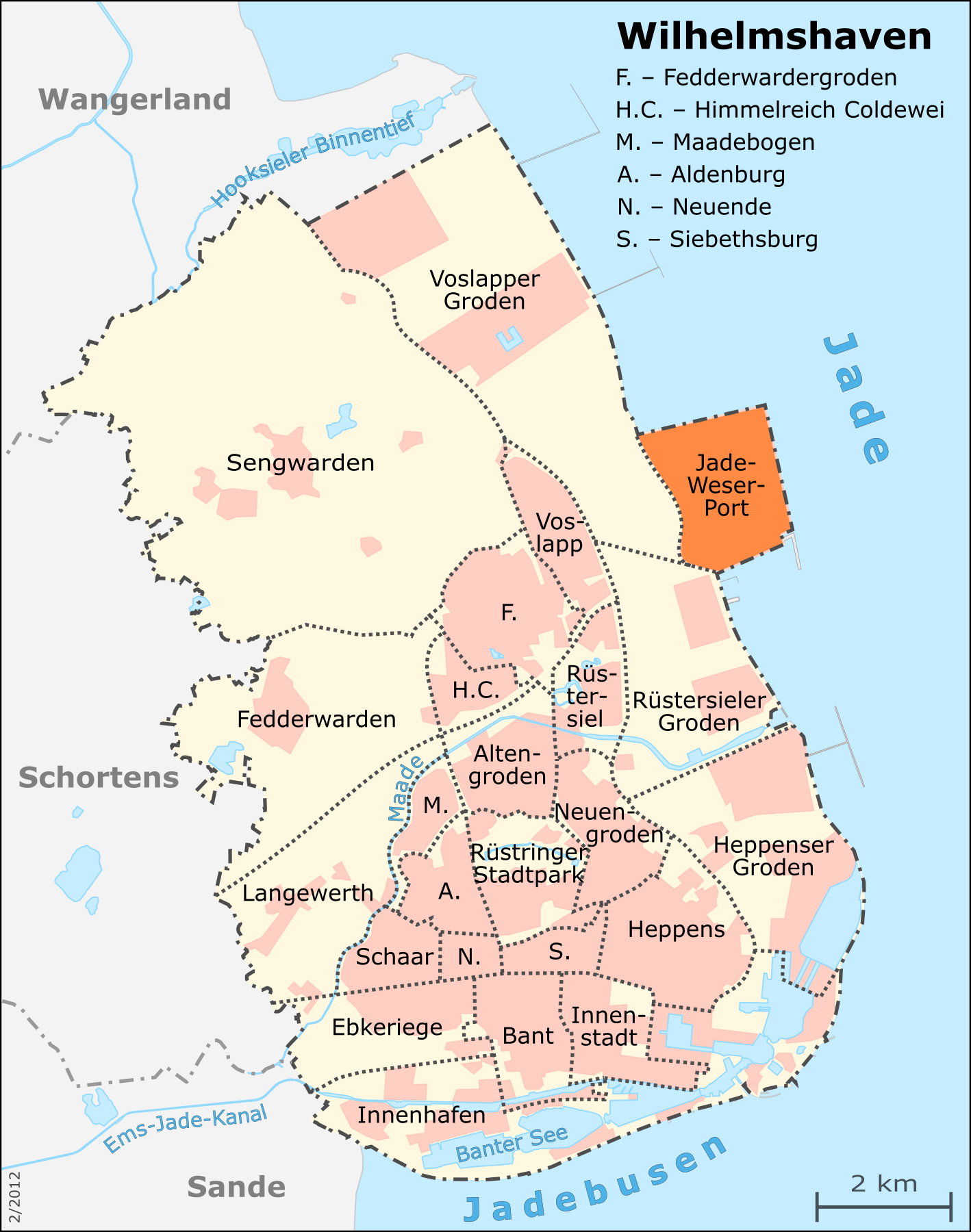
Map of the JadeWeserPort-->

JadeWeserPort (ЯдеВезерПорт) — контейнерный порт, терминал и судовой путь в Вильгельмсхафене, в Нижней Саксонии, в 80 км от Бремена. Открыт в 2012 году.

## Цели и их реализация
Учитывая увеличение контейнерных перевозок и эксплуатацию все более крупных судов, был начат процесс планирования порта в доступных районах Вильгельмсхафенской земли в фозлаппер Греден.
Имея гарантированную глубину воды в Яде фарватере, независимо от конкурирующих портов Гамбурга и Куксхафена, строительство ЯдеВезер порта соответственно финансируется. Другие планы строительства портов в Германии, особенно в Гамбурге, в настоящее время, в 2011 году, не планируются.
Все операции в порту осуществляется несколькими компаниями порта как например Eurogate (Евро ворота) и судоходными линиями Maersk (Maersk).Гавань строится как глубоководный порт для судов-контейнеровозов длиной до 430 м и глубиной в 17 м, независимо от приливов. Порт находится на доступной независимо от приливов набережной, имея хороший вход.
Открытие порта планируется на 5-е августа 2012 года.

## Экономический фон
Значительная часть ожидаемого трафика зависит от обработки судов, прибывающих из Российских, Скандинавских и других Балтийских портов, при чём, в конкурентной борьбе с портами Гамбурга , Любека, и, возможно, Британскими портами (например, Абердин).
Учитывая увеличение контейнерных перевозок на все более крупных контейнерных судах, победу Вильгельмсхафена против конкурирующего проекта в Куксхафене в процессе планирования и конкурса определила существование свободных земель в гавани Voslapper Греден и гарантированная глубина воды 18 м (LAT). В настоящее время для крупнейших контейнерных судов в мире имеется 14 тысяч контейнерных парковочных мест. При максимально полной загрузке судна его глубина достигает 16,5 м. В настоящее время планируется корректировка морских путей в Везере и низовье Эльбы, а после её завершения судоходные пути достигнут такого размера, что их смогут использовать большие контейнеровозы. Сегодня Порты Бремерхафена и Гамбурга загружены лишь частично, так как туда заходят лишь частично загруженные суда. В будущем, после окончания строительства, прием больших контейнерных судов с большой глубиной, более чем 16 м глубины, может позиционировать только в JadeWeserPort.
В настоящее время в Южной Корее в Daewoo порту строятся Triple-E класса Maersk судна. Это порт позволяющий загрузку контейнеровозов до 18 000 TEU глубиной 16,7 м. Так как в мире в большинстве морских портов реализованы проекты для судов глубиной 14 м и 16 м, строительство и эксплуатация портов для судов-контейнеровозов, например 20 м глубины экономически нецелесообразна.
Строительство JadeWeserPort, в дополнение к двум основным немецким портам — Гамбурга и Бремерхафена, при будущем росте перевозок контейнерными судами, сможет также обрабатывать судна из их собственных портов.
Благодаря строительству и эксплуатации JadeWeserPort и работами, связанными с урегулированием логистических услуг, в экономически и коммерчески слаборазвитой экономики северо-западной части Германии, ожидается импульсы на рынке труда. Сотрудники управляющей компании концептуально предусматривают создание тысячи новых рабочих мест. Тысячи новых рабочих мест ожидаются для грузоотправителей и служащих железных дорог. По данным различных исследований указывают на создание 2100-5800 новых рабочих мест, в зависимости от перевалки грузов, подлежащих дальнейшей обработке в порту. Важно, что так называемая Loco-ставка, изначально предполагается ниже 1 %, очень низкая по сравнению с 30 % в порту Гамбурга или Бремерхафене — 10 %. До 16-го августа 2011 года, за год до ввода порта в эксплуатацию, не удалось привлечь инвесторов в достаточном количестве.

## Проектирование
Проект был инициирован в 1993 году Экономической ассоциацией Вильгельмсхафенского порта. Проект состоит из двух этапов, сначала строительство четырёх, а затем ещё двух парковочных мест.
В 1998 и 2000 годах Экономическая ассоциация имела характеристику и технико-экономическое обоснование потенциала порта. Срок начала строительства −2010 год. Строительство Терминала будет завершена в 2016 году. Объём инвестиций составляет около € 950 млн, из которых EUR 600 млн будет израсходовано на создание базовой инфраструктуры и EUR 350 млн на строительство порта.
После основания Компании развития JadeWeserPort в 2001 году (была ответственная за процесс планирования и утверждения проекта) реализатором проекта является JadeWeserPort GmbH & СоKG (пропорции: 50,1 % — Нижняя Саксония, Бремен — 49,9 %).
В апреле 2006 года компания Евро ворота(Eurogate) выиграла контракт на работу в порту JadeWeserPort. Компания продала 30 % своей доли группе Maersk, которая является участником сорока контейнерных портов мира. E-ворота (Eurogate) оплачивают треть стоимости проекта.
7 марта 2008 года Высший Административный суд Люнебурга утвердил окончательный вариант зонирования порта JadeWeserPort и принял решение о немедленном начале строительства, с учетом указанных условий. Кончились судебные тяжбы и разбирательства по поводу процедур закупок на строительство и разбирательства с сторонниками охраны природы.
В 2008 году Совету директоров были представлены расчеты по поводу дополнительных расходов на реализацию проекта на сумму EUR 90 млн, так как начало строительства запоздало.
28 мая 2010 года компания JadeWeserPort объявила сроки выполнения проекта строительства JadeWeserPort.
Окончание первого этапа строительства запланировано 5 августа 2012 года, что включает строительство причала длиной 1000 м. 5 августа 2013 года строительство причала должно быть завершено в полном объёме — 1725 м набережной.

## Строительство
Строительные работы начались 7 марта 2008 года. В мае 2008 года было начато заполнение песком, эти работы можно выполнить в течение двух-четырёх лет. В то же время началось укреплениэ краёв плотины на северной и южной зонах гавани. С августа 2008 года проводидось уплотнения переборок. В общей сложности было необходимо обработать 50 000 тонн стали. Для создание земли необходимо гидравлическое заполнение около 45 миллионов кубических метров песка.
Интересующиеся о ходе строительства проекта информируют могут найти на информационном поле проекта.
Первоначально было определено, что первый этап строительства 1000 метров причала будет закончен до октября 2011 года, сейчас сдача этого объекта в эксплуатацию перенесена на 2012 год. Это произошло отчасти из за долгой процедуры согласования проекта и из-за экономического кризиса, что повлекло меньший спрос услуг терминала, чем первоначально ожидалось.
При этом ха территории порта построен бетонный завод для обеспечения нужд строительства порта.
В середине 2010 года компания объявила о приобретении E-ворота (Eurogate) мост для перегрузки контейнеров. Сборка началасы в середине 2011 года.

## Концепция и достижения
JadeWeserPort будет обрабатывать глубоководные контейрерные судна независимо от прилива, например, как крупнейшие контейнерные судa Эмма Маерск-класса в полном объёме. Ожидается, что в мире будут только двенадцать таких портов и В Германии нет другого такого порта.
На терминале создано четыре причала для судов длиной до 430 м, глубиной 16,5 м и грузоподъёмностью 12 000 TEU (TEU: двадцать-футовом эквиваленте единица = 20-футовых контейнеров).
Длина набережной порта 1725 м, ширина 650 м.
На терминале для загрузки и разгрузкe будут использоваться 16 крупных Post-Panamax контейнерных кранов, каждый с 78-метровым радиусом действия.
На территории порта отслеживается система с 16-треков Vorstellgruppe для контейнерных поездов. Между Терминалом и логистической зоной установлено шестидорожный КV — терминал с 5- мостовым конвертом.
Контейнерный терминал занимает 130 гектаров. Имеется 160 гектаров для транспортных компаний известных как портовая логистическая зона в районе солончака. Это приведет к созданию грузового и распределительного центра. Дополнительные земли для промышленного и коммерческого использования расположены в непосредственной близости от JadeWeserPort в соседних Voslapper солончаках. Компания планирует конкретный проект в сфере логистики создание на площади 20 гектаров большой терминал NordFrost для хранения свежих фруктов и замороженных продуктов. Терминал должен быть готов к началу работы порта JadeWeserPort.
Пропускная способность первой очереди определяется в размере 2,7 млн. ТЕU в год. В дальнейшем возможно расширение пропускной способности до 4,2 млн. TEU в 2020 году.

## Расположение и транспорт
JadeWeserPort стремится с 2012 года быть входящим портом для азиатских грузов и также перевалочным портом грузовых контейнеров из Скандинавии и Балтийского региона. Обработка больших контейнерных судов в портах Балтийского региона для владельцев из-за затрачиваемого дополнительного времени и дополнительных финансовых затрат становится неекоромичным. Контейнеры по этой причине в западноевропейских портах, таких как Роттердам, Антверпен, Гамбург и Бремерхафен, из больших контейнерных судов перегружаются на грузовые автомобили, поезда, баржи или малые суда, так называемых суда подачи, перегрузка, как правило, с вместимостью от 300 до 700 контейнеров. Зачастую большие контейнерские судна заходят в выше упомянутые портa с неполной загрузкой из-за недостаточной глубины.
JadeWeserPort рассчитывает на подачу трафика из Китая, Скандинавии, Балтии и России, что должно использовать 60 % мощности, кроме того, часть возможностей следует отнести на автомобильный транспорт (20 %) и железную дорогу (20 %).
Ожидается, что движение грузовиков по шоссе А29 увеличится более чем до 1000 рейсов в день. Автодорожная структура порта также используется, чтобы обеспечить транспортную необходимость для сообщения с прибрежными шоссе на Штаде и Любек.
Железнодорожные перевозки, как ожидается, увеличатся с 8 до 44-60 рейсов грузовых поездов между Вильгельмсхафеном и Ольденбургом. Чтобы разместить дополнительный трафик на железнодорожной линии Вильгельмсхафен-Ольденбург к 2015 году необходимо электрифицировать железнодорожную линию на всей её протяжённости и расширить железнодорожные пути, создавая двухполосное движение.
На гидравлически заполненной местности параллельно северной стороне гавани размещается так называемой Vorstellgruppe с 16 рельсовыми путями длиною от 655- до 822 м, , вмещающий 13 грузовых поездов. Два трека доступны в виде комбинации треков, один предназначен в качестве резервного трека для ремонта автомашин. Недостатком является то, что Вильгельмсхафен не подключен к сети европейских внутренних водных путей. Таким образом, строительство водного пути была протестирована на Везер. Одной из возможностей является расширение Вадденского фарватера, другой — строительства Jade Weser-канала. В качестве альтернативы политики и экономисты в регионе Восточной Фрисландии / Эмсланд вместо расширения Ems-Jade канала предложили Эмден, где Эмс и Дортмунд-Эмс канал соединяется на юге от порта. Поскольку эти меры оцениваются нереальными, то проверяется возможность перемещения границы между морем и внутренними водными путями на запад так, чтобы океанские баржи смогли достигать JadeWeserPort из Везера.
Ещё одним недостатком является то, что Вильгельмсхафен и его окрестности могут генерировать промышленный и коммерческий сайт лишь в ограниченном объёме грузов. Целью планирования региональных политиков и лидеров бизнеса является сохранение количества обрабатываемых в регионе контейнеров, а также уточнение возможности увеличить Loco-ставки.
С 31 мая 2008 года автомобильные компании Вильгельмсхафенского городского транспорта JadeWeserPort подключили к городской автобусной сети.

## Дальнейшее расширение
Планы порта включают возможность расширения причалов контейнерного терминала. С начала 2011 года эта возможность обсуждается спорно. Хотя государство и местные политики выступают за дальнейшее расширение, оператор Евро-ворота(Eurogate) предупреждает о ситуации на рынке, прежде чем слишком быстро реализовать расширение. Бывший мэр Вильгельмсхафена Менцель имел другое мнение, что последнее поколение контейнеровозов в 18 000 TEU не могут принять другие порты Германии, с учетом судов по заказу судоходной компании Maersk Triple-E класса. Oднако, обработка этих судов необходима, указывается также на адекватные условия в Гамбурге и Бремерхафене (журнал Maersk).
Помимо расширения JadeWeserPort и строительства второго контейнерного терминала в Яде, планирование и реализацию может взять на себя СПР-GmbH.
В связи со строительством порта были запланированы и утверждены и ряд других инвестиционных проектов. К ним относятся:
- создание JadeWeserPark бизнес-парка на месте бывшего завода Olimpic,
- создание Autohof на дороге А29 на выезде из Цетела (Zetel)
- строительство сервисного центра для грузовых автомобилей в конце автомагистрали вне JadeWeserPort порта
- реконструкция двух шлюзовых камер как сухие доки для судов длиной до 300 м.

## Критика
С момента объявления о планах строительства порта JadeWeserPort неоднократно высказывалась критика жителей и экологов Voslappа. Их аргументы: разрушение песчаного пляжа Вильгельмсхафена, ограничение туризма из-за отсутствия официального пляжа и места купания, уничтожение кемпинга на 760 мест для трейлеров, и не в последнюю очередь — уничтожение мест размножения исчезающих видов птиц и Ваддензе.
Протесты «Граждане против JadeWeserPort» считаются сомнительными. Это подтверждают экономические прогнозы, что воздействия проекта на окружающую среду будет незначительными. Необходимость нового контейнерного порта на немецком побережье Северного моря экономически подтверждено и необходимо для создания новых рабочих мест.